# 239 Adrastea
A 239 Adrastea a Naprendszer kisbolygóövében található aszteroida. Johann Palisa fedezte fel 1884. augusztus 18-án.